# Rudy Aernoudt

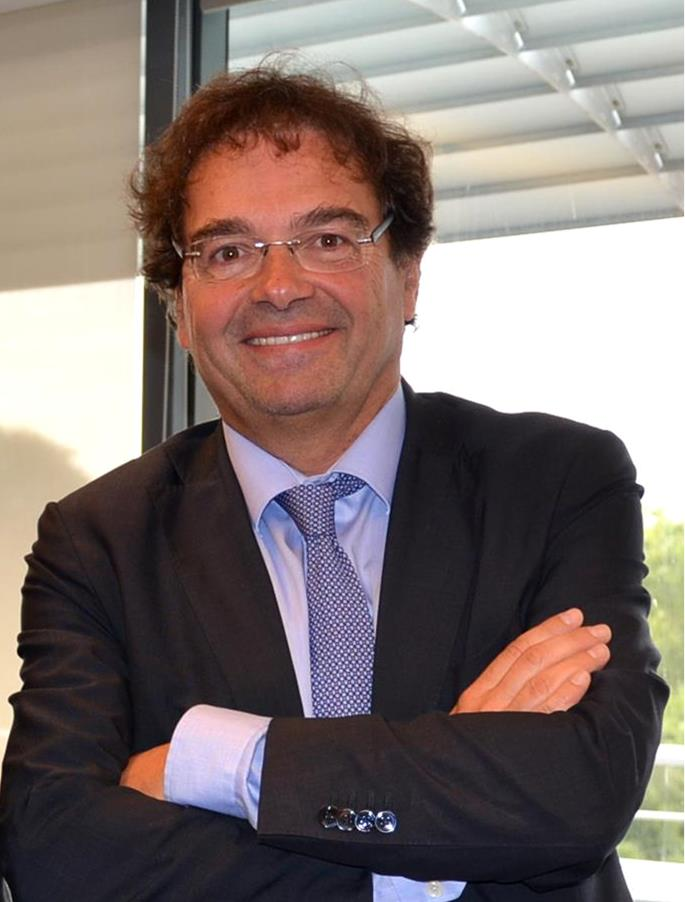
Rudy Aernoudt, directeur du cabinet du CESE 2013-2015

Rudy Aernoudt, né à Thourout, est un professeur, écrivain, homme politique, économiste et philosophe belge.
Il était directeur du cabinet du président du Comité économique et social européen en 2013-2015. Il donne des cours de corporate finance aux universités de Gand et de Nancy, ainsi qu'à UCLouvain BMI Executive Institute dans son International Executive MBA.  Il est également le seul à avoir été directeur de cabinet au niveau européen, belge, wallon et flamand. Il a reçu plusieurs prix dont le prix pour la démocratie Aron-Condorcet. 

## Carrière professionnelle
Diplômé d'un master en économie à la KU Leuven, en économie européenne au Collège d'Europe et en philosophie à la KU Leuven, Rudy Aernoudt commence sa carrière comme fonctionnaire des autorités de la Commission européenne. Il est principalement chargé des programmes d'accès aux financements. 
Il a été à la base de plusieurs actions de capital-risque en Europe. Il a cofondé EBAN, le réseau européen des Business Angels et pour les entrepreneurs, il est considéré comme "le père des réseaux des Business Angel en Europe". En avril 2013, il devient chef de cabinet du président de l'European Economic and Social Comité, le Français Henri Malosse. Il devient ainsi le seul Belge à avoir exercé les fonctions de chef de cabinet aux niveaux européen, national (belge) et régional (Wallonie et Flandre). Selon le journal De Morgen, ce fait mérite sa nomination pour le livre des records Guinness. Sur la base de son expérience aux États-Unis, il a conçu et lancé une initiative d'investissement inspirée du SBIC à la Commission appelée ESCALAR, qui soutient le capital-risque et le financement de la croissance pour les entreprises prometteuses, leur permettant de se développer en Europe et de contribuer à renforcer la souveraineté économique et technologique de l'Europe. Qu'il a expliqué par exemple à Euronews .
Il est l’un des rares belges à faire carrière des deux côtés de la frontière linguistique en étant tour à tour chef de cabinet de Serge Kubla, ministre MR (droite libérale francophone) puis de Fientje Moerman, ministre OpenVLD (droite libérale néerlandophone). De 2001 à 2003, il a été chef de cabinet adjoint du ministre Serge Kubla, ministre wallon de l'Économie, des Entreprises, de la Recherche et développement. De 2003 à 2006, il a été directeur du cabinet de Fientje Moerman, au niveau fédéral pendant une année et après au niveau régional flamand. De cette expérience et de ses convictions il tire l'ouvrage qui le fera connaitre du grand public Wallonie - Flandre, Je t'aime moi non plus publié en 2006.  Il cherche à y battre en brèche les différents clichés flamands véhiculés sur la Wallonie et entend démontrant la pertinence de l'unité belge. Cet ouvrage se veut également une réponse au "manifeste de la Warande", œuvre de quelques anciens grands patrons flamands entendant démontrer la pertinence de l'indépendance flamande du point de vue économique.  Lui-même devient alors secrétaire général de l'administration flamande et on le considère comme un des plus brillants hauts fonctionnaires.[non neutre] La même année, après son départ du cabinet et sa nomination, il dénonce des malversations de son propre cabinet auprès de la ministre, Fienje Moerman, qui est contrainte à la démission.
Rudy Aernoudt continue sur sa lancée en publiant l'année suivante Bruxelles, l'enfant mal-aimé qui insiste sur les atouts malheureusement trop peu exploités[non neutre] que représentent Bruxelles pour la Belgique.
Mais 2007 est aussi l'année de la crise communautaire et de la victoire électorale du cartel  CD&V/ NVA qui a des visions sur l'avenir du pays radicalement opposées à celles de Rudy Aernoudt. Il est ainsi brutalement licencié au lendemain d'une interview parue dans Le Soir où il met en cause la légitimité d'Yves Leterme pour mener une réforme de l'État au détriment de l'État fédéral.[non neutre] Le gouvernement flamand déclare que "toute collaboration était devenue impossible". Rudy Aernoudt donnera sa version des faits dans "Péripéties d'un "cabinettard" et, après un premier procès perdu, obtient la condamnation du gouvernement flamand. 
De 2007 à 2010, il est maître de conférences à l'ULg dans le cadre d'un cours en néerlandais intitulé "Inleiding tot goed bestuur" (introduction à la bonne gouvernance), cours dont la neutralité est mise en doute par le Mouvement des jeunes socialistes.
En avril 2013, il devient le directeur de cabinet du président du Comité économique et social européen, le Français Henri Malosse. De ce fait il est probablement le seul, en tout cas le seul Belge, qui a été directeur de cabinet tant au niveau européen, national (belge) et régional (Wallonie et Flandre). Selon le journal De Morgen un fait qui mérite sa nomination dans le Guinness book of records,. 
Il écrira plusieurs ouvrages et articles sur la corruption, sa nature, ses conséquences et la manière de la combattre et de la contourner. En 2012 il publiait même un roman (de duivelszak) à ce sujet.

## Carrière politique
Rudy Aernoudt poursuit son parcours politique en 2008 en créant un mouvement bilingue, "België Anders / La Belgique autrement" (qui organise une série de conférences). Il intervient ponctuellement dans différentes universités (Gand, Bruxelles) et devient directeur-général de OLPC, un spin-off du MIT.
En 2008, il crée le parti LiDé, qu'il quitte en 2009 pour devenir avec Mischaël Modrikamen, en novembre 2009, le coprésident du Parti populaire, une autre formation politique (droite à extrême droite) qui a été victime des tensions internes. Il voulait faire une alliance avec le MR mais le FDF a mis son veto en menaçant de quitter le MR. Il est exclu du PP fin août 2010 à la suite de ce qui semble être une lutte de pouvoir interne, exclusion dont il conteste la régularité tout en dénonçant ce qu'il considère être une dérive du parti. Modrikamen a à son tour été exclu en septembre 2010 par Aernoudt et ses condisciples. Aernoudt a été plébiscité avec 28 000 voix de préférence.
Le 17 mars 2025, il devient le chef de cabinet de la présidence du Mouvement Réformateur alors occupée par Georges-Louis Bouchez.

## Publications
- La Politique structurelle en Europe, avec Richard Skrzypczak, collection Réflexe Europe, documentation française, 1998, 230 p,  (ISBN 2110035951).
- Waarom corruptie welig tiert ?, Roularta Business Books, 2000, 145 p,  (ISBN 905466455X).
- Bedrijfsfinanciering, een benadering vanuit de praktijk, Roularta business books, 2000, 220 p,  (ISBN 9054664533).
- Financing SMEs, the European Approach, proceedings of the European Conference, Chief Editor, Roularta Books, 2001, 222 p. (fr)(en),  (ISBN 9054664916).
- Duurzaam ondernemen in de Europese Context, Garant Éditions, 2001, 230 p,  (ISBN 9044111647).
- Verdien Risicokapitaal, avec E. Lacroix, B. Huybrechts, et al., Intersentia, 2002, 144 p,  (ISBN 9054666021).
- La Paresse économique, pour en finir avec la troisième voie, Vif-L'express, traduction Isabelle DELATTRE, 2002, 95 p,  (ISBN 9054665416).
- Corporate Finance Yearbook, Chief Editor, Intersentia, Anvers-Oxford-New York 2002, 250 p,  (ISBN 9789050952088).
- Business Angels, Rare vogels of ware engelen ?, avec H. Goossens, Roularta Business Books, 2002, 145 p,  (ISBN 9054667400).
- The taste of entrepreneurship: Financing and Research, proceedings of the European conference, Chief Editor, Roularta books, 2003, 110 p. (fr)(en),  (ISBN 9054666137).
- European Enterprise policy, From SME policy to entrepreneurship policy, Intersentia, Antwerp-Oxford-New York, 2003,  (ISBN 9050952933).
- Corruption à foison, L'Harmattan, Paris, 2003, 150 p,  (ISBN 2747552004).
- Corporate Finance Yearbook 2004, Chief Editor, Intersentia, Antwerp-Oxford-New York 2003, 250 p,  (ISBN 9789050853101).
- Waarom het Konijn eruitziet als een eend ? pleidooi voor een nieuw sociaal én economisch model, Roularta Business books, 1998, 110p,  (ISBN 9054663685).
- Ondernemingsfinanciering, over bankkredieten, business angels en risicokapitaal, Roularta Business Books 2004, 328 p,  (ISBN 9054667052).
- L'Éloge du (non) travail, L'Harmattan, 2005, 130 p,  (ISBN 2747586278).
- Bazel II, Hoe er voordeel uit halen ?, Intersentia, 2005, 145 p,  (ISBN 9789050954532).
- Arbeid, Lust of Last?, Roularta Business Books, 2005, 121 p,  (ISBN 9054668377).
- Wallonie - Flandre, Je t'aime moi non plus, Roularta Books, 2006, 250 p,  (ISBN 9789086790364).
- Bruxelles : l’enfant mal-aimé, Roularta Books/VIF éd, 2007, 180 p,  (ISBN 9054664673).
- La Politique, ça trompe énormément - Descente aux enfers politiques, Roularta Books, 2008, 270 pp,  (ISBN 9086792529).
- Leven zonder job - Van jobtaker naar jobmaker, Roularta Books, 2011, 211p,  (ISBN 9789086793914).
- De Duivelszak, Roularta Books, 2012.  (ISBN 9789086794584).
- Entrepreneurship, A way of life, Intersentia, 2015
- Financieel Management toegepast, Derde editie, Intersentia Antwerpen, 2019.
- Financial Management in Practice, Intersentia, Second edition, Cambridge, 2020.
- Entrepreneurship, no guts, no glory, Intersentia, Cambridge, 2020
- Corona: electroshock,pour la Belgique, éditions Mardaga, 2020
- L’Europe vue de l'intérieur. Vers un nouvel élan ?, éditions Mardaga, 2022, 208 p.  (ISBN 978-2-8047-2105-3)